# La Fontaine de Jouvence de Donald
Pour plus de détails, voir Fiche technique et Distribution.
La Fontaine de Jouvence de Donald (titre original : Don's Fountain of Youth) est un dessin animé de la série des Donald produit par Walt Disney pour Buena Vista Pictures et RKO Radio Pictures, sorti le 30 mai 1953.

## Synopsis
Donald roule sur une route de Floride avec ses neveux, absorbés par leur livre de comics, au point de vexer leur oncle lorsqu'il veut leur faire découvrir les différentes merveilles de la région. Celui-ci décide alors de leur jouer un mauvais tour en leur faisant croire qu'il est retombé en enfance après être tombé dans une prétendue fontaine de Jouvence...

## Fiche technique
- Titre original : Don's Fountain of Youth
- Titre français : La Fontaine de Jouvence de Donald
- Série : Donald Duck
- Réalisateur : Jack Hannah
- Scénario : Ralph Wright
- Animateurs : Bill Justice, George Kreisl et Volus Jones
- Effets visuels : George Rowley
- Layout : Yale Gracey
- Background : Art Riley
- Musique : Joseph Dubin
- Voix : Clarence Nash (Donald et la voix des neveux)
- Producteur : Walt Disney
- Société de production : Walt Disney Productions
- Société de distribution : Buena Vista Pictures et RKO Pictures
- Date de sortie : 30 mai 1953
- Format d'image : couleur (Technicolor)
- Son : Mono (RCA Photophone)
- Durée : 6 min
- Langue : (en)
- Pays :  États-Unis

## Voix françaises
- Sylvain Caruso : Donald Duck et ses neveux
- ??? : Le père crocodile

## Titre en différentes langues
D'après IMDb :
- Suède : Kalle Anka blir barn på nytt et Kalle Anka som fosterfar